# 尤魯克

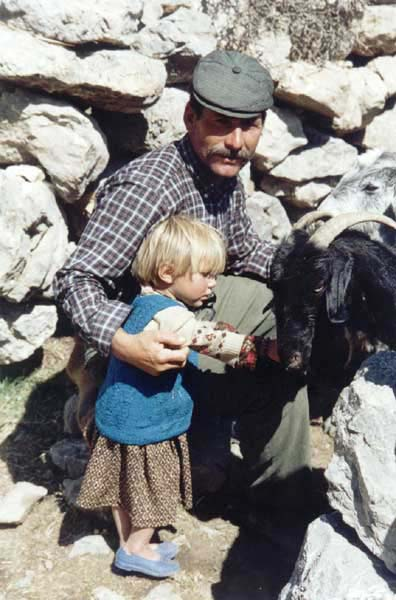
尤魯克

尤魯克，土庫曼語意思是走路的人，是土耳其人中的特殊群體，被認為是土庫曼人後裔，仍保持遊牧生活方式，每年來回在冬夏牧場遷徙(用驢與駱駝)。
他們生活在土耳其安纳托利亞山區和巴爾幹半島部分地區，分為很多部落，信仰伊斯蘭教的阿列维派。
在奧斯曼帝國時代，有一個專門的省管理他們。